# エリメナ
エリメナ（Erimena、エルミナ Ermina、エリメン Erimenとも）は、ウラルトゥ王国末期の王と推定されている人物。推定在位期間：紀元前620年 - 605年頃。ウラルトゥ王ルサ3世の父。

## 来歴

紀元前7世紀末のウラルトゥ王国の版図（黄色）。東方にメディア王国（緑色）、南方に新バビロニア（赤色）という新たな強国が出現しており、その圧迫を受けていた

ウラルトゥ王国末期の王の例に漏れず、エリメナについての情報もきわめて限られている。宿敵あるいは属国という関係であったウラルトゥについて貴重な情報を残していたアッシリア帝国が紀元前7世紀末に滅亡してしまうこと、そしてウラルトゥ自身が弱体化したことによるものと思われる。エリメナはアッシリアの史料には言及されておらず、ただウラルトゥ王ルサ3世の文書にその父として名前が挙げられているのみである。ウラルトゥ王国末期の諸王相互の関係は不明な点が多い。
ロシアのオリエント学者ディアコノフ（Дьяконов）は、エリメナはルサ2世の息子すなわちサルドゥリ3世の兄弟であり、サルドゥリ3世が死んだときに甥のサルドゥリ4世から王位を奪って、自らウラルトゥ王に即位したと推測した。一方アルメニアのオリエント学者アルトゥニヤン（Арутюнян）は、アルメニアにあるウラルトゥの都城遺跡カルミル・ブルール（古代名テイシュバニ）の発掘調査の成果に基づき、サルドゥリ3世の次王には順当に息子のサルドゥリ4世が就いたが、サルドゥリ4世の後に叔父のエリメナが王位に就いたと推測している。
ただしエリメナの父の名は分かっておらず、ウラルトゥ王家と血縁関係にあったと断言出来るわけではない。またウラルトゥ王国初期のルティプリと息子のサルドゥリ1世の例があるように、息子のルサ3世が王位に就いていたとしても必ずしもその父のエリメナが王だったとは限らないのである。いずれにせよ、新史料（碑文、粘土板文書）の発見がない限り、この問題の解決は困難と思われる。
なお20世紀初頭にロシアの言語学者メシュチャニノフ（Мещанинов）は、ルサ3世の文書にその父として言及される「エリメナ」という名称は、個人名ではなく国または集団のことを指す、つまり「エリメナの息子」ではなく「アルメニア国（人）の息子」という意味であったという説を唱え、これが「アルメニア人」という民族名称の最古の使用例であると唱えた。しかし他の王の文書の通例からすれば無理な解釈であり、この説はほぼ否定されている。

## 文献
- Арутюнян Н. В. Биайнили (Урарту), Издательство Академии наук Армянской ССР, Ереван, 1970
- Арутюнян Н. В. Некоторые вопросы последнего периода истории Урарту // Древний Восток, Издательство АН Армянской ССР, Ереван, № 2, 1976
- Дьяконов И. М. Последние годы Урартского государства по ассиро-вавилонским источникам // Вестник Древней Истории № 2, 1951
- Меликишвили Г. А. Урартские клинообразные надписи, Издательство АН СССР, Москва, 1960